# Эблэк, Реймонд
Реймонд Эблэк (англ. Raymond Ablack, родился 12 ноября 1989 года)— канадский актёр и комик, начал карьеру в начале 2000-х с исполнения роли молодого Симбы в мюзикле "Король Лев" на сцене театра Princess of Wales Theatre. Приобрёл известность благодаря роли Сава Бандари в подростковом драматическом телесериале «Деграсси: Следующее поколение», в котором снимался с 2007 по 2011 год.
С 2014 по 2017 год Реймонд снимался в веб-сериале «Teenagers», за который в 2016 году получил премию Indie Series Award за лучшую актёрскую работу. Он также исполнил второстепенные роли в телесериалах: «Тёмное дитя» (2013–2016), «Сумеречные охотники» (2016–2018) и «Нарко» (2017).
С начала 2020-х годов Реймонд получил более широкую известность благодаря съёмкам в популярных сериалах производства Netflix, таких как «Уборщица. История матери-одиночки», «Работающие мамы» и «Джинни и Джорджия».

## Ранние годы
Реймонд родился и вырос в Торонто, провинция Онтарио, в семье гаянцев индийского происхождения. В детстве занимался хоккеем и принимал участие в играх юношеской хоккейной лиги. У него трое братьев и сестёр: две младшие сестры — Кассандра и Ребекка (актриса, снималась вместе с ним в сериале «Джинни и Джорджия»), а также младший брат Джаред.

## Карьера
В 11 лет Реймонд снялся в нескольких телевизионных рекламных роликах. В 2001 году он получил роль юного Симбы в театральной постановке мюзикла «Король Лев» на сцене театра Princess of Wales Theatre в Торонто.
В 2007 году актер получил международную известность, исполнив роль Сава Бандари в канадском телесериале «Деграсси: Следующее поколение». Он снимался в проекте с 2007 по 2011 год, появившись более чем в 100 эпизодах. 
Затем последовали повторяющиеся роли в сериалах «Тёмное дитя» и «Сумеречные охотники».
Дебют Реймонда в полнометражном фильме состоялся в 2013 году, когда он исполнил главную роль Анила в независимом художественном фильме «Fondi '91». Съёмки проходили в итальянском городе Фонди. 
С 2014 по 2017 год Реймонд исполнял роль Габриэля в веб-сериале «Teenagers». В 2016 году за исполнение этой роли во втором сезоне он был удостоен премии Indie Series Award в категории «Лучшая мужская роль второго плана в драматическом сериале». За работу в третьем, заключительном сезоне, он был номинирован на премию International Academy of Web Television Award в 2017 году и повторно номинировался на Indie Series Award в 2018 году.
В 2017 году Реймонд исполнил роль агента Управления по борьбе с наркотиками по имени Стоддард в третьем сезоне сериала «Нарко», вышедшего на платформе Netflix и получившего признание критиков.
В 2021 году исполнил второстепенную роль в мини-сериале на Netflix «Уборщица. История матери-одиночки», премьера которого состоялась 1 октября 2021 года. Его актёрская игра и внешность привлекли широкое внимание в социальных сетях, особенно благодаря сцене, в которой он появляется с обнажённым торсом и в ковбойской шляпе. По версии издание Marie Claire «канадский актёр стал главным сердцеедом Netflix».
В ноябре 2021 года Реймонд получил роль в романтической комедии от Netflix под названием «Любовь на вилле».
С 2021 года Реймонд исполняет роль Джо — владельца ресторана и друга главной героини — в популярном сериале от Netflix «Джинни и Джорджия». Премьера первого сезона состоялась 24 февраля 2021 года, где актёр появился во всех десяти эпизодах. В 2023 году он вновь исполнил эту роль во втором сезоне. Сериал стал самым просматриваемым проектом Netflix в первой половине 2023 года, набрав в общей сложности 967,2 миллиона часов просмотров. В мае 2023 года сериал был продлён на третий и четвёртый сезоны. Премьера третьего сезона запланирована на 5 июня 2025 года; проект входит в число самых ожидаемых телесериалов 2025 года.
В 2023 году актер исполнил повторяющуюся роль возлюбленного одной из героинь в заключительном сезоне комедийного телесериала «Работающие мамы».

## Фильмография
| Год  | Название                | Роль             | Примечания             |
| ---- | ----------------------- | ---------------- | ---------------------- |
| 2013 | Fondi '91               | Анил             |                        |
| 2013 | Home Away               | Пит              | Короткометражный фильм |
| 2014 | Latter                  | Ной              | Короткометражный фильм |
| 2014 | Sly Cad                 | Консьерж         | Короткометражный фильм |
| 2015 | Beeba Boys              | Гангстер Гревала |                        |
| 2015 | Pieces                  | Брат             | Короткометражный фильм |
| 2017 | Ashes                   | Джей             |                        |
| 2018 | Старые знакомые         | Алекс            |                        |
| 2018 | Shook                   | Ашиш             | Короткометражный фильм |
| 2019 | Buffaloed               | Пракаш           |                        |
| 2019 | Dinner For Three        | Кевин            | Короткометражный фильм |
| 2019 | La Professoressa        | Лео              | Короткометражный фильм |
| 2020 | Галерея разбитых сердец | Клейтон          |                        |
| 2020 | Inside the Actors Cult  | Учитель          | Короткометражный фильм |
| 2020 | Survival Smarts         | Рэй              | Короткометражный фильм |
| 2020 | The Beacons of Gondor   | Рейнджер 1       | Короткометражный фильм |
| 2022 | Любовь на вилле         | Брэндон          |                        |
| 2022 | Роман на одну ночь      | Рошан            |                        |

## Телевидение
| Год                  | Название                                 | Роль         | Примечания                                      |
| -------------------- | ---------------------------------------- | ------------ | ----------------------------------------------- |
| 2007–2011            | Деграсси: Следующее поколение            | Сав Бандари  | 118 серий                                       |
| 2009                 | Шанс найти свою любовь                   | Лавочник     | ТВ фильм                                        |
| 2009                 | Жизнь с Дереком                          | Кевин        | Эпизод: «Последний шанс Трумэна»                |
| 2009                 | Девушки с улицы Деграсси едут в Голливуд | Сав Бандари  | ТВ фильм                                        |
| 2010                 | Деграсси покоряет Манхэттен              | Сав Бандари  | ТВ фильм                                        |
| 2013–2016            | Тёмное дитя                              | Радж Сингх   | 4 эпизода                                       |
| 2014–2017            | Teenagers                                | Габриэль     | Веб-сериал; 20 эпизодов                         |
| 2015                 | Вызов                                    | Самир Пандей | 6 серий                                         |
| 2016                 | Деграсси: Новый класс                    | Сав Бандари  | 2 эпизода                                       |
| 2016–2018            | Сумеречные охотники                      | Радж         | сезоны 1–2, 6 эпизодов Гость (сезон 3), 1 серия |
| 2017                 | Нарко                                    | Стоддард     | 5 серий                                         |
| 2019                 | Бремя истины                             | Сунил Доши   | 4 эпизода                                       |
| 2020                 | Nurses                                   | Кабир Паван  | 7 серий                                         |
| 2021–настоящее время | Джинни и Джорджия                        | Джо          | Основной состав; 20 серий                       |
| 2021                 | Уборщица. История матери-одиночки        | Нейт         | Повторяющаяся роль; 5 эпизодов                  |
| 2023                 | Работающие мамы                          | Ram          | 11 серий                                        |

## Награды и номинации
| Год  | Премия                      | Категория                                  | Фильм                  | Результат   |                                                                                         | Ссылка |
| ---- | --------------------------- | ------------------------------------------ | ---------------------- | ----------- | --------------------------------------------------------------------------------------- | ------ |
| 2016 | Indie Series Awards         | Лучший актер второго плана – драма         | Teenagers              | Выиграл     |                                                                                         | [ 17 ] |
| 2018 | Indie Series Awards         | Лучший актер второго плана – драма         | Teenagers              | Номинирован |                                                                                         | [ 18 ] |
| 2018 | Alternative Film Festival   | Лучший актерский состав                    | Ashes                  | Номинирован | Совместно с актерами                                                                    | [ 50 ] |
| 2020 | Canada Shorts Film Festival | Лучшая комедия                             | Inside the Actors Cult | Выиграл     | Совместно с актерами                                                                    | [ 51 ] |
| 2020 | Canada Shorts Film Festival | Лучший писатель                            | Inside the Actors Cult | Выиграл     | Совместно с Далмаром Абузейдом                                                          | [ 51 ] |
| 2020 | Seoul Web Fest              | Лучшая комедия                             | Inside the Actors Cult | Номинирован |                                                                                         | [ 52 ] |
| 2020 | Seoul Web Fest              | Лучший боевик                              | The Beacons of Gondor  | Выиграл     | Совместно с актерами                                                                    | [ 53 ] |
| 2020 | Seoul Web Fest              | Лучший короткометражный фильм              | The Beacons of Gondor  | Номинирован | Совместно с актерами                                                                    | [ 52 ] |
| 2020 | Indie Short Fest            | Премия за выдающиеся достижения – Продюсер | The Beacons of Gondor  | Выиграл     | Совместно со Скоттом Патерсоном , Далмаром Абузейдом , Шейном Киппелем и Самантой Гост. | [ 54 ] |